# جنزير مدرجة

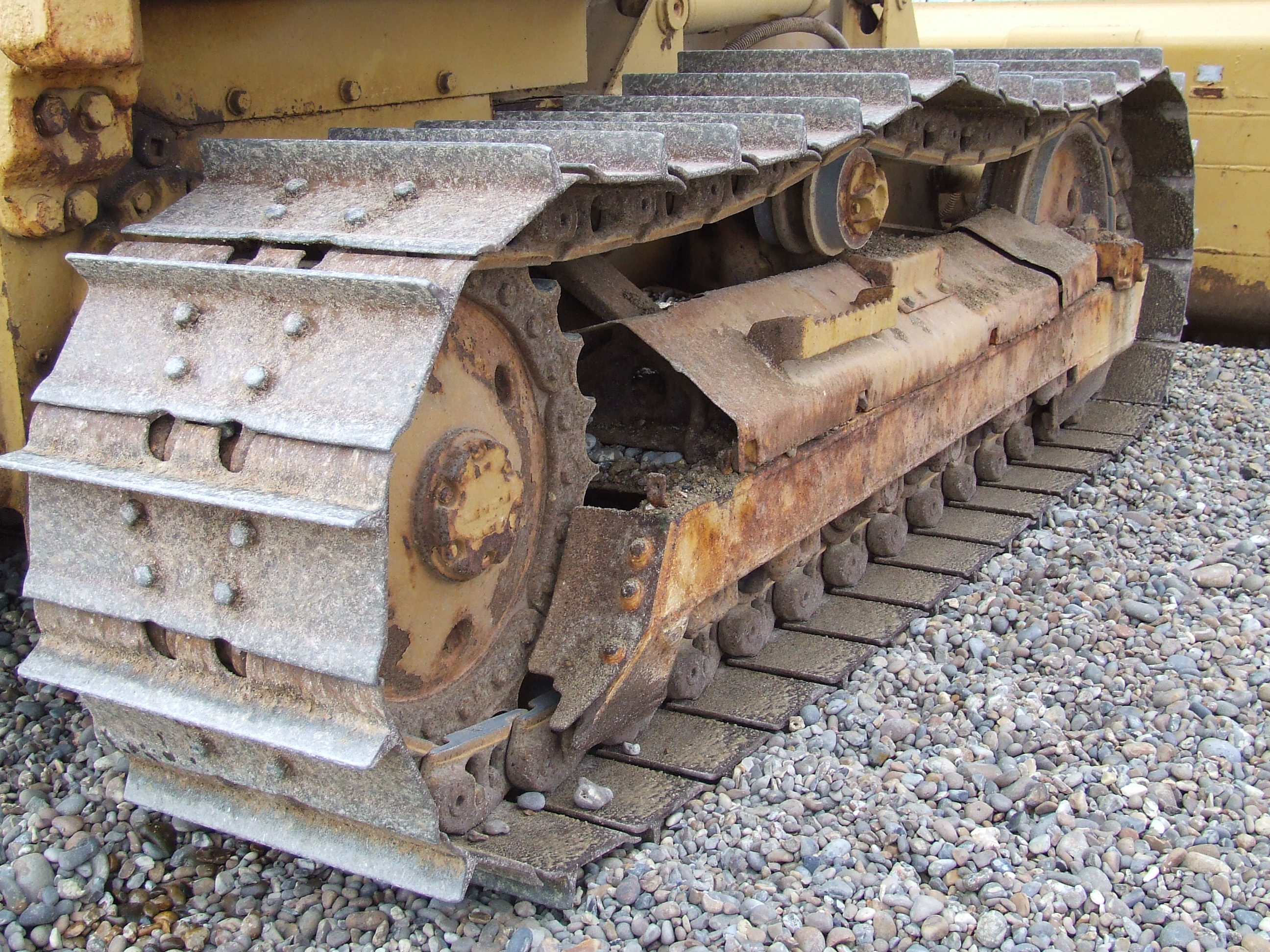
جَنزير مدرجة على جرافة

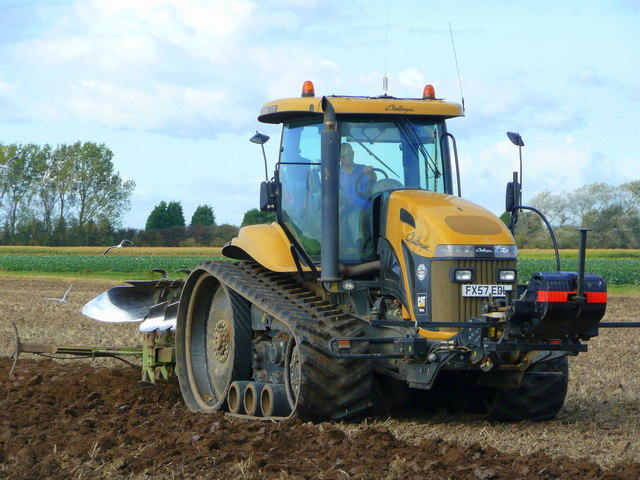
جرار زراعي بجَنزير مدرجة مطاطي يُخفف من انضغاط التربة

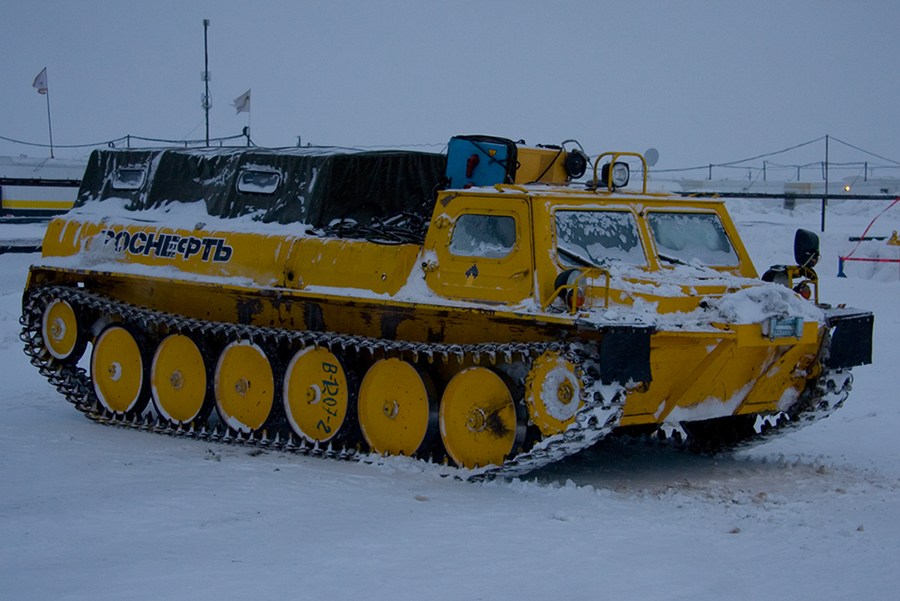
مركبة روسية مُجنزرة مصممة للعمل على الجليد والمستنقعات.

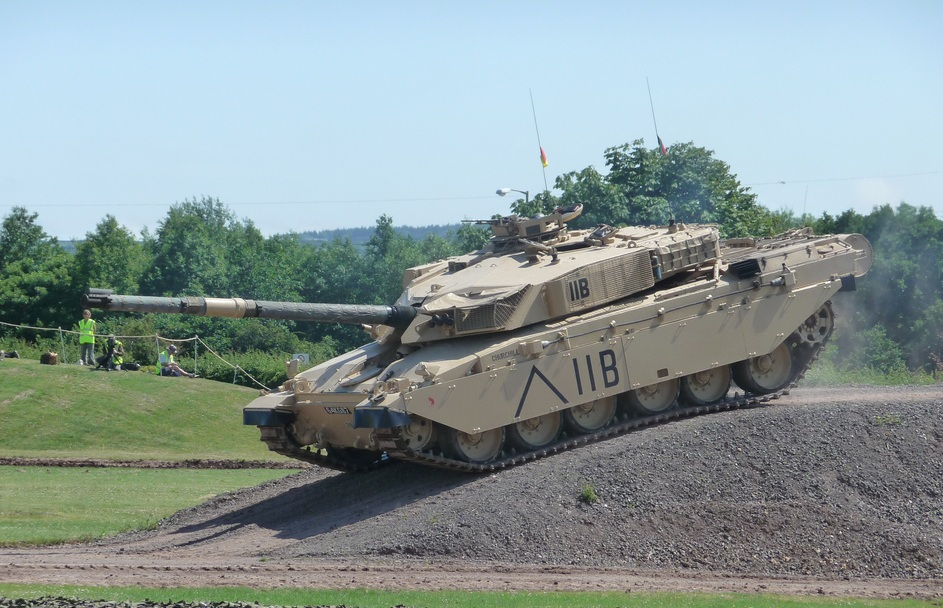
دبابة الجيش البريطانى تشالنجر 1

جَنْزِير المَدْرَجَة أو زِنْجِير المدرجة (أو ببساطة زِنْجِير) أو سُرْفَة، تعني الزنجير سِلْسِلَةُ، والعامَّةُ تقول له الجَنزير هو نظام لدفع المركبات يُستخدم في المركبات المُجنزرة، و يعمل على نطاق مستمر لوحات الجنزير مدفوع بعجلتين أو أكثر. مساحة السطح الكبيرة للوحات الجنزير توزع وزن المركبة أفضل من الإطارات الفولاذية أو المطاطية على المركبة العادية، مما يتيح للمركبات المُجنزرة بإستمرارية إجتياز الأرض اللينة مع إحتمالية أقل للتوقف بسبب الغرق.
يمكن صنع جنازير المدرجة الحديثة بأحزمة ناعمة من المطاط الصناعي، مُعززة بأسلاك فولاذية، في حالة الآلات الزراعية الخفيفة. النوع الكلاسيكي الأكثر شيوعًا هو جنزير صُلب مصنوع من ألواح فولاذية (مع أو بدون و سادات مطاطية)، وهو مفضل لمركبات البناء القوية و الثقيلة و المركبات العسكرية .
تُعتبر الألواح المعدنية المجنزرة شديدة التحمل و مقاومة للتلف، لا سيما بالمقارنة مع الإطارات المطاطية. يوفر السطح الواسع لجنزير المدرجة قوة شد علي الأسطح الناعمة و لكنه يمكن أن يُلحق الضرر بالأسطح المرصوفة، لذلك يمكن أن تحتوي بعض جنازير المدرجة المعدنية على وسادات مطاطية مثبتة للاستخدام على الأسطح المرصوفة. بالإضافة للأحزمة المطاطية الناعمة، تطبق معظم جنازير المدرجة آلية صلبة لتوزيع الحمل بالتساوي على المساحة الكاملة بين العجلات لتقليل التشوه و الضغط إلى أدنى حد، بحيث يمكن حتى لأثقل المركبات التحرك بسهولة ، تمامًا مثل القطار على مساراته المستقيمة.
أعلنت شركة هورنزبي وأولاده عن شكل جنزير المدرجة لأول مرة في عام 1904 ، ثم اشتهر الشكل من قِبل شركة كاتربيلر تراكتور، مع ظهور الدبابات خلال الحرب العالمية الأولى. أما اليوم، يتم إستخدامه بشكل شائع في مجموعات متنوعة من المركبات، بما في ذلك عربات الثلوج و الجرارات و الجرافات و الحفارات و الدبابات . يمكن إرجاع فكرة جنازير المدرجة إلى ثلاثينيات القرن التاسع عشر.
|  |  |

## هولت و كاتربيلر

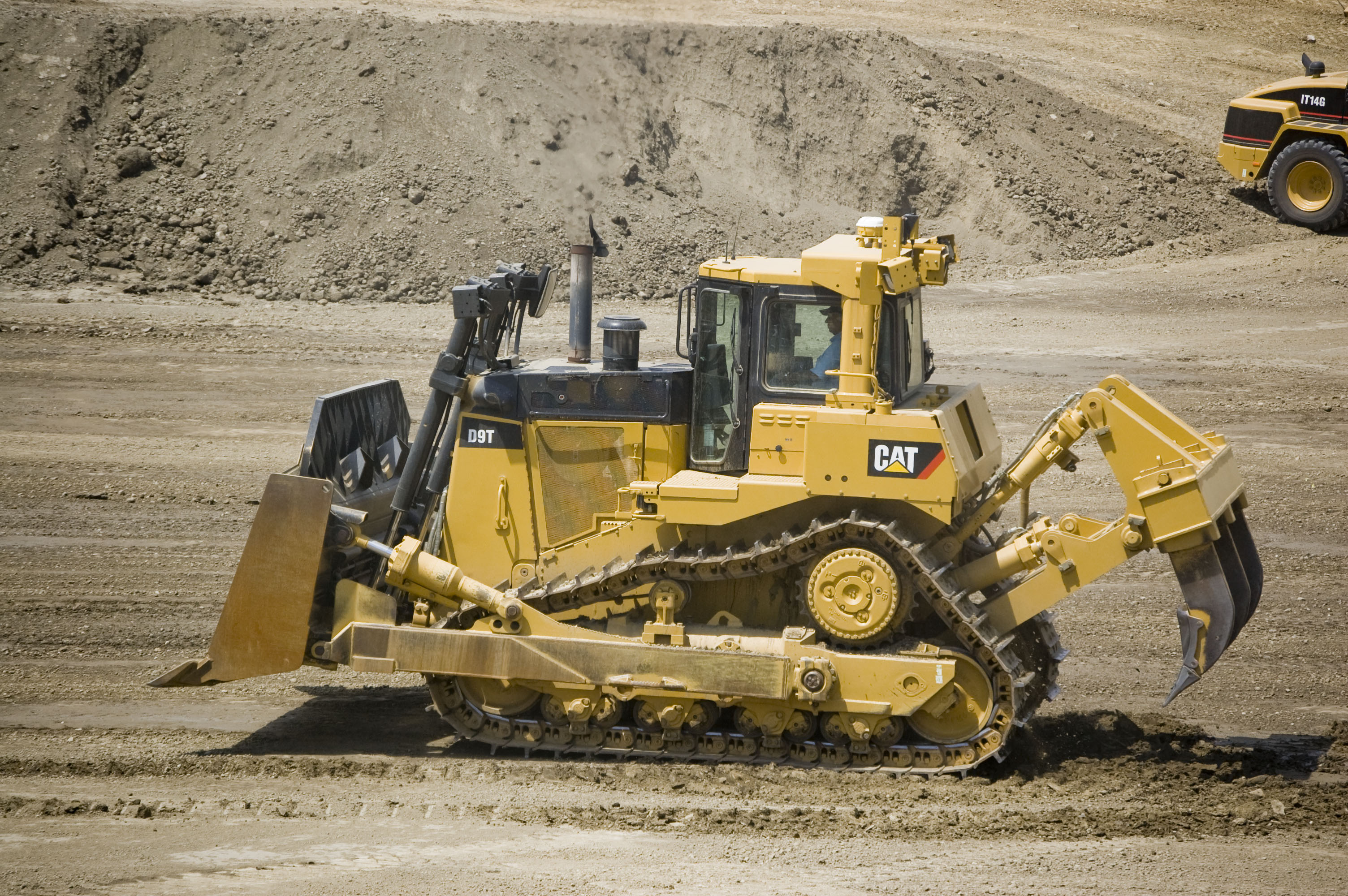
شركة Caterpillar Inc. جرافة D9 T الحديثة بمحرك عالي.

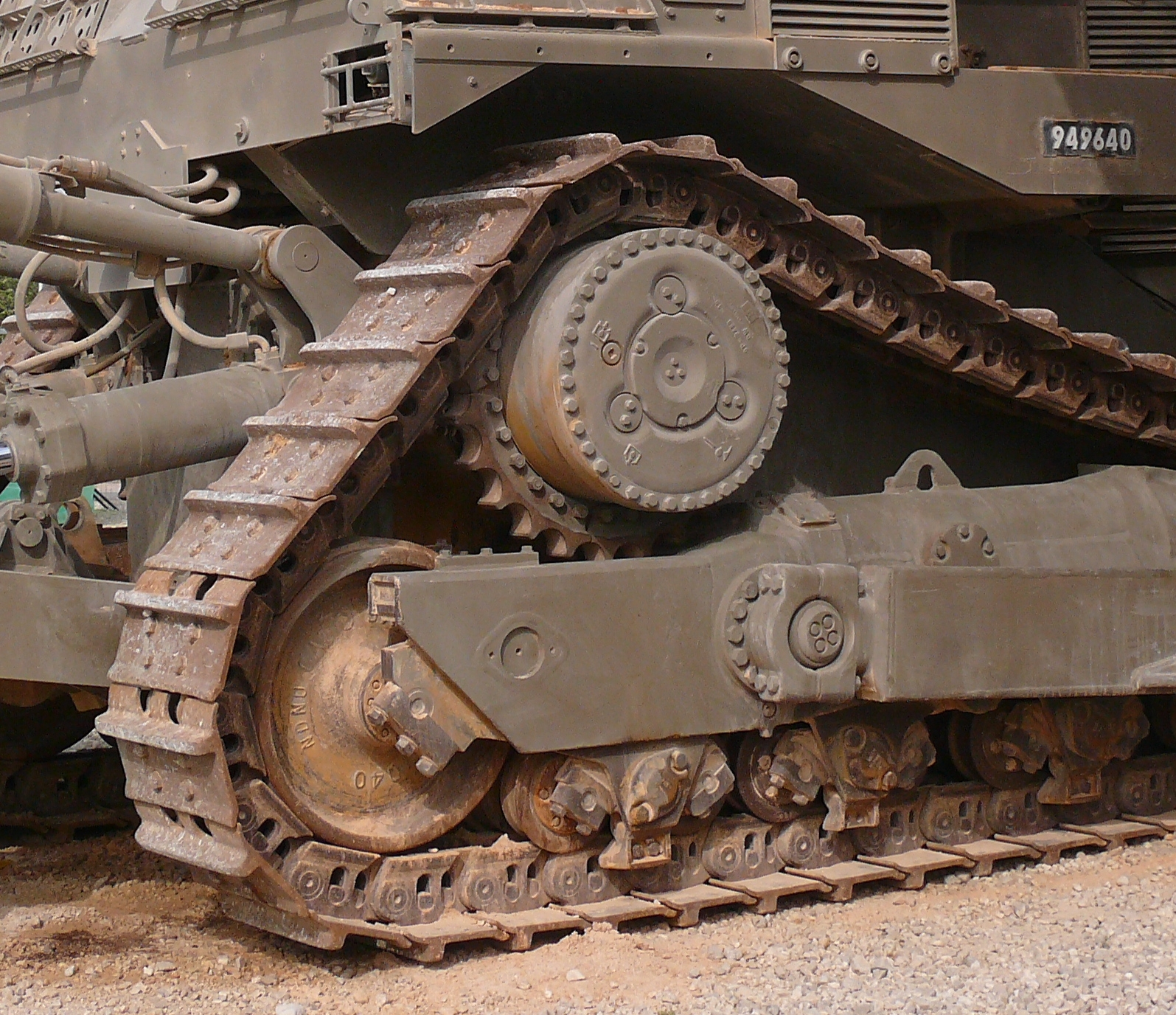
كاتربيلر D9 هاي درايف
لاحظ ضرس محرك الأقراص المرتفع ، من مزايا آلات تحريك التربة الكبيرة

## الهندسة

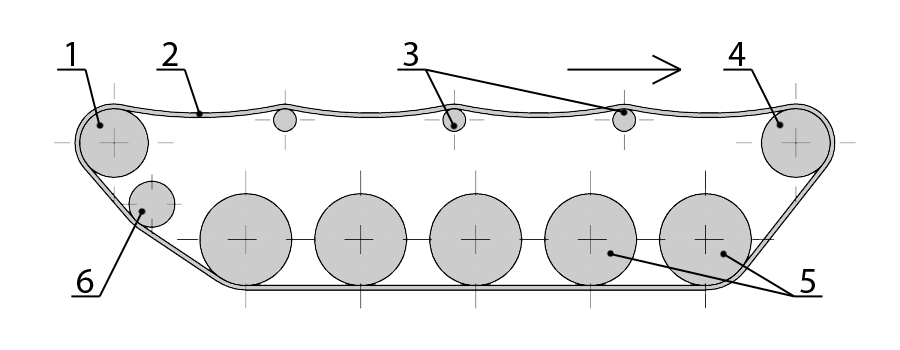
رسم تخطيطي للتعليق المُجنزر. (1 = عجلة القيادة الخلفية (دفع خلفي) ، 2 = جنزير ، 3 = بكرات رجوع ، 4 = عجلة قيادة أمامية (دفع أمامي) ، 5 = عجلات طريق ، 6 = تباطؤ)

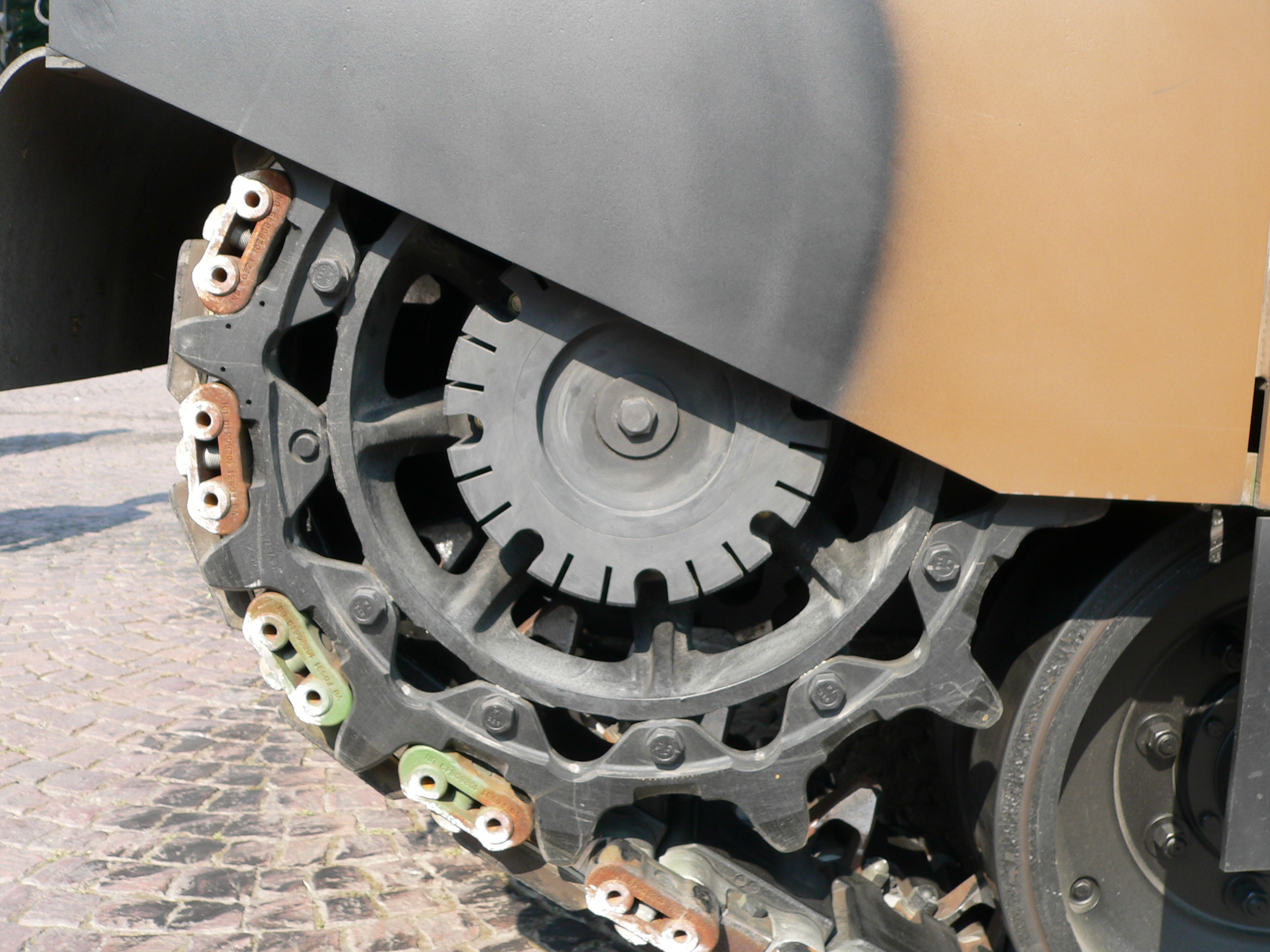
مضرسة على دبابة.

### البناء و التشغيل
تبنى جنازير المدرجة الحديثة من روابط سلسلة معيارية تشكل معًا سلسلة مغلقة. يتم توصيل الوصلات بمفصلة، مما يتيح لجنزير المدرجة أن يكون مرنًا و يلتف حول مجموعة من العجلات لعمل حلقة لا نهاية لها. غالبًا ما تكون روابط السلسلة واسعة ، و يمكن أن تكون مصنوعة من سبائك صلب المنغنيز للحصول على قوة و صلابة عالية و مقاومة للتآكل. 